# ناوکی کوگوره
ناوکی کوگوره (ژاپنی: 小暮 直樹؛ زادهٔ ۱۴ ژوئن ۱۹۸۴) یک بازیکن فوتبال اهل ژاپن است.
از باشگاه‌هایی که در آن بازی کرده‌است می‌توان به باشگاه فوتبال گامبا اوساکا اشاره کرد.